# Diego De Ascentis
Diego De Ascentis (Como, 31 luglio 1976) è un ex calciatore italiano, di ruolo centrocampista.

## Carriera
È nato a Como da Antonio De Ascentis, macellaio di origini umbre, ed è cresciuto col fratello minore Davide a Menaggio, sul lago di Como.
Disputò la sua prima partita da professionista nel Como in serie C1: 31 presenze ed una rete nell'annata 1995-1996. Ingaggiato subito dal Bari, con i pugliesi fece tre ottime stagioni in Serie A (31 presenze nella prima, 25 con un goal nella seconda e 30 con due centri nella terza) che gli attirarono l'attenzione dei più grandi club d'Italia ed alla fine fu il Milan a spuntarla.
Tuttavia con i rossoneri De Ascentis dovette accontentarsi di giocare a corrente alternata, vista la presenza di campioni affermati, anche se per un periodo della stagione il mediano di Como rubò il posto al regista della nazionale Demetrio Albertini. Al termine della stagione 1999-2000, in cui scese in campo solo 19 volte, passò al Torino, dove rimase per cinque stagioni giocando da titolare (tre in serie B e due in A) e divenne capitano. Si congedò dai granata dopo l'annata 2004-2005, in seguito al fallimento della società di Cimminelli. Svincolato, accettò l'offerta del Livorno.
Sentendo nostalgia dell'aria di Torino (nel frattempo tornato nella massima serie sotto la guida di Urbano Cairo), nel luglio 2006 è tornato ad indossare la maglia granata per una stagione, al termine della quale, svincolato, è passato all'Atalanta, con cui ha firmato un contratto biennale. Dopo due buone annate agli ordini di mister Luigi Delneri, in cui colleziona 54 presenze, la società decide di lasciarlo libero, non rinnovandogli il contratto.
Tuttavia, l'8 ottobre 2009 la società bergamasca lo mette nuovamente sotto contratto per la stagione 2009-2010. Il suo "secondo esordio" in maglia neroazzurra coincide con Udinese-Atalanta del 18 ottobre 2009, nel quale trova anche la via della rete nell'azione del definitivo 1-3.
Lasciato il calcio giocato si dedica al CrossFit.

## Statistiche

### Presenze e reti nei club
Statistiche aggiornate al 21 giugno 2010.
| Stagione             | Squadra         | Campionato      | Campionato | Campionato | Coppe nazionali | Coppe nazionali | Coppe nazionali | Coppe continentali | Coppe continentali | Coppe continentali | Altre coppe | Altre coppe | Altre coppe | Totale | Totale |
| Stagione             | Squadra         | Comp            | Pres       | Reti       | Comp            | Pres            | Reti            | Comp               | Pres               | Reti               | Comp        | Pres        | Reti        | Pres   | Reti   |
| -------------------- | --------------- | --------------- | ---------- | ---------- | --------------- | --------------- | --------------- | ------------------ | ------------------ | ------------------ | ----------- | ----------- | ----------- | ------ | ------ |
| 1994-1995            | Como            | B               | 0          | 0          | CI              | 0               | 0               | -                  | -                  | -                  | -           | -           | -           | 0      | 0      |
| 1995-1996            | Como            | C1              | 31         | 1          | CI              | 1               | 0               | -                  | -                  | -                  | -           | -           | -           | 32     | 0      |
| Totale Como          | Totale Como     | Totale Como     | 31         | 0          |                 | 1               | 0               |                    | -                  | -                  |             | -           | -           | 32     | 0      |
| 1996-1997            | Bari            | B               | 31         | 0          | CI              | 3               | 0               | -                  | -                  | -                  | -           | -           | -           | 34     | 0      |
| 1997-1998            | Bari            | A               | 25         | 1          | CI              | 5               | 0               | -                  | -                  | -                  | -           | -           | -           | 30     | 1      |
| 1998-1999            | Bari            | A               | 30         | 2          | CI              | 4               | 0               | -                  | -                  | -                  | -           | -           | -           | 34     | 2      |
| Totale Bari          | Totale Bari     | Totale Bari     | 86         | 3          |                 | 12              | 0               |                    | -                  | -                  |             | -           | -           | 98     | 3      |
| 1999-2000            | Milan           | A               | 19         | 0          | CI              | 4               | 0               | UCL                | 0                  | 0                  | SI          | 0           | 0           | 23     | 0      |
| 2000-set. 2000       | Milan           | A               | 0          | 0          | CI              | 0               | 0               | UCL                | 1                  | 0                  | -           | -           | -           | 1      | 0      |
| Totale Milan         | Totale Milan    | Totale Milan    | 19         | 0          |                 | 4               | 0               |                    | 1                  | 0                  |             | -           | -           | 24     | 0      |
| set. 2000- giu. 2001 | Torino          | B               | 31         | 0          | CI              | 2               | 0               | -                  | -                  | -                  | -           | -           | -           | 33     | 0      |
| 2001-2002            | Torino          | A               | 26         | 0          | CI              | 0               | 0               | -                  | -                  | -                  | -           | -           | -           | 26     | 0      |
| 2002-2003            | Torino          | A               | 30         | 0          | CI              | 1               | 0               | -                  | -                  | -                  | -           | -           | -           | 31     | 0      |
| 2003-2004            | Torino          | B               | 42         | 1          | CI              | 0               | 0               | -                  | -                  | -                  | -           | -           | -           | 42     | 1      |
| 2004-2005            | Torino          | B               | 38+3       | 1+0        | CI              | 6               | 0               | -                  | -                  | -                  | -           | -           | -           | 47     | 1      |
| 2005-2006            | Livorno         | A               | 29         | 1          | CI              | 0               | 0               | -                  | -                  | -                  | -           | -           | -           | 29     | 1      |
| 2006-2007            | Torino          | A               | 30         | 0          | CI              | 1               | 0               | -                  | -                  | -                  | -           | -           | -           | 31     | 0      |
| Totale Torino        | Totale Torino   | Totale Torino   | 200        | 2          |                 | 10              | 0               |                    | -                  | -                  |             | -           | -           | 210    | 2      |
| 2007-2008            | Atalanta        | A               | 31         | 0          | CI              | 1               | 0               | -                  | -                  | -                  | -           | -           | -           | 31     | 0      |
| 2008-2009            | Atalanta        | A               | 23         | 0          | CI              | 2               | 0               | -                  | -                  | -                  | -           | -           | -           | 23     | 0      |
| 2009-2010            | Atalanta        | A               | 17         | 1          | CI              | 0               | 0               | -                  | -                  | -                  | -           | -           | -           | 17     | 1      |
| Totale Atalanta      | Totale Atalanta | Totale Atalanta | 71         | 1          |                 | 3               | 0               |                    | -                  | -                  |             | -           | -           | 74     | 1      |
| Totale carriera      | Totale carriera | Totale carriera | 436        | 7          |                 | 31              | 0               |                    | 1                  | 0                  |             | -           | -           | 468    | 7      |